# Lacul Sărat
Lacul Sărat is een klein zoutmeer in Roemenië met een hoog zoutgehalte van meer dan 80 g/l. Het ligt in het dorp Lacu Sărat in de gemeente Chiscani op ongeveer 5 km ten zuidzuidwesten van Brăila. De naam betekent letterlijk "zout meer".
Het meer is gevormd door een oude, afgesloten arm van de Donau. Het is ongeveer 3 km lang en wordt in tweeën gedeeld door een weg en spoorweg. De diepte varieert van 0,6 tot 1,8 m. De bodem van het meer bestaat uit een zwarte modder met een hoge mate van mineralisatie, die therapeutisch gebruikt wordt voor de behandeling van reumatische aandoeningen. De therapeutische waarde werd in de tweede helft van de negentiende eeuw ontdekt en er ontwikkelde zich nadien een kuuroord aan het noordelijke deel, dat in een bosrijke omgeving ligt. Sedert het begin van de twintigste eeuw is er een tramlijn die Lacu Sărat verbindt met Brăila.
In dit meer komt onder meer de halofiele groene algensoort Dunaliella salina voor, die men kan aantreffen in alle brakke meren en moerassen in het Middellandse Zeegebied.